# Roque Nestares Aguado
Roque Nestares Aguado fue gobernador del Tucumán entre 1651 y 1655.

## Gobierno del Tucumán (1651-1655)
Roque Nestares Aguado fue designado gobernador del Tucumán por el virrey del Perú en 1651, aunque tomó posesión en 1653. Pocos datos personales se conocen de él.
Realizó un mal gobierno, aprovechando para sí el producto de venta de empleos públicos, designación de incapaces, acusado del delito de cohecho y sacó indebidamente de las cajas reales 60 000 pesos. Amasó una fortuna acaparando la yerba que provenía del Paraguay, y que luego vendía fraccionada. En los pleitos, cobraba suma de dinero a ambas partes litigantes. A los portugueses, en lugar de expulsarlos como estaba ordenado, les cobraba por permitirles permanecer.
Cuando concluyó su gobierno llevó consigo una fuerte suma de dinero, calculada en más de 200 000 pesos. Fue uno de los peores azotes del Tucumán.
Este gobernador vendió los cargos públicos, algunos de ellos a personas incapaces y facinerosas, a quienes luego removía pronto para tener nuevos cargos para vender. Se dijo que su gobierno fue una serie de latrocinios, cohechos, peculados y concusiones.
Fue enjuiciado por su sucesor, Alonso de Mercado y Villacorta, y fue detenido y enviado preso a Charcas. Allí lo condenaron con una multa de 12 000 pesos, a cuatro años de destierro, la inhabilitación de por vida para ejercer cargos públicos y prohibición de residir en las Indias.